# 필리프 폰 호엔로에랑엔부르크 공자
필리프 폰 호엔로에랑엔부르크 공자(Philipp, Prince of Hohenlohe-Langenburg, 1970년 1월 20일 ~ )는 2004년 아버지가 사망한 이후 호엔로에랑엔부르크가의 수장이 되었다.